# ロバート・ピール (初代準男爵)

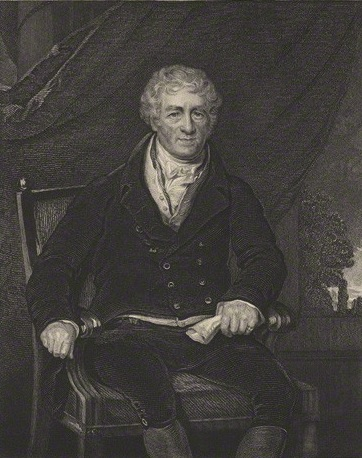
初代準男爵サー・ロバート・ピール

初代準男爵サー・ロバート・ピール（Sir Robert Peel, 1st Baronet、1750年4月25日 – 1830年5月3日）は、イギリスの実業家、紡績工場の経営者、政治家。後にイギリスの首相を務めた第2代準男爵サー・ロバート・ピールは長男にあたる。
1799年時点のグレートブリテン王国における百万長者（100万ポンド以上の財産を所有する人物）の1人であり、150万ポンド（2023年時点の1.86億ポンドと同等）を所有した。政治家としては庶民院議員を30年間務め、1802年工場法で工場労働者の労働環境の改善に取り組んだことで知られる。

## 生涯

### 紡績業者
ロバート・ピール（1795年9月12日没）と妻エリザベス（エドマンド・ハワースの娘）の三男として、1750年4月25日にランカシャー州オズワルツイッスルのピールフォルド（Peelfold）で生まれた。父はピール家の地所を抵当に入れ、1764年にウィリアム・イェイツ（William Yates）と義兄弟ジョナサン・ハワース（Jonathan Harworth）とともにブラックバーンで更紗染を業務とするハワース・ピール・アンド・イェイツ社（Haworth, Peel & Yates）を設立した、という経歴を持つ人物である。ピールは父の会社で商工業への経験を積んだ後、ブラックバーンのグラマースクール、次いでロンドンの学校で教育を受け、1773年に共同経営者として父の会社に入社した。
経営者としてジェームズ・ハーグリーブスのジェニー紡績機、サー・リチャード・アークライトの水力紡績機を採用し、1784年には雇用したの労働者が少なくとも6,800人に上った。さらに1788年に同業のリヴジー・ハーグリーヴス・アンド・カンパニー（Livesey, Hargreaves & Co.）が倒産したことで、ピールの会社が更紗染のリーダーと言える会社となった。そのほか、ロンドンの救貧院から子供を引き取り、教育して働けるようにした。18世紀の終わりには千人以上の子供を紡績工場で雇用していたが、児童労働者の管理を部下に任せた結果スキャンダルが噴出し、のちに1802年工場法による改革に取り組む理由となった。
フランス革命戦争にあたり、国がフランスによるイギリス侵攻に備えて1797年に募金すると、ピールは会社から1万ポンド供与し、1798年にベリーで民兵隊6個中隊を編成した。この功績により、1800年11月29日に準男爵に叙された。土地指定はスタッフォード州ドレイトン・マナーおよびランカスター王権伯領ベリーだったが、後者は現代ではグレーター・マンチェスター州に属する。
銀行業にも手を出していたが、1793年にマンチェスター支店が閉店し、1806年にロンドン支社が破産した。それ以降は事業を徐々に売却したり有能な人材に譲ったりして、1815年までにほとんどを手放した。

### 議会選挙
政治に関しては、1780年にThe National Debt productive of National Prosperityと題するパンフレットを出版し、1つのコミュニティの公債がそのコミュニティに所有される場合、コミュニティ全体の富の低下をもたらすことはないと主張した。
1787年にランカシャーで領地を購入し、1790年に初代バース侯爵トマス・シンからタムワースにおける不動産（家屋約120棟）を15,500ポンドで購入した。バース侯爵はほかにスタッフォード州ドレイトン・マナーを123,000ポンドで売却しており、ピールは1796年までにこれより安い価格でドレイトン・マナーも購入した。さらにタムワースで紡績工場を設立して、影響力を盤石にすると、1790年イギリス総選挙でタムワース選挙区から出馬して、無投票で庶民院議員に当選した。タムワースでは1765年よりバース侯爵と初代タウンゼンド侯爵ジョージ・タウンゼンドが1議席ずつ指名しており、1790年の総選挙でピールがバース侯爵にとってかわったうえ、タウンゼンド侯爵の指名する候補を落選させられる可能性すらあったが、ピールはのちに自身の「親切さ」によりタウンゼンド侯爵に1議席譲ったと主張した。以降2人が1議席ずつ指名する状況は1796年、1802年、1806年、1807年、1812年の総選挙で維持された。また、ピールは1799年にタムワースに引っ越した。
1818年イギリス総選挙では選挙戦があった。タウンゼンド侯爵家では1807年に初代侯爵が、1811年に2代侯爵が死去しており、1812年の総選挙で2代侯爵の次男チャールズ・タウンゼンド卿が当選していたが、2代侯爵が多額の債務を残していたため、タウンゼンド侯爵家の不動産が競売にかけられることとなった。ピールは入札したが購入できず、購入に成功したジョン・ロビンズ（John Robins）は選挙区で影響力を発揮できなかった。そこでロビンズは不動産を切り売りしはじめ、ピールは1818年の総選挙で自身と次男ウィリアム・イェイツを立候補させた。チャールズ・タウンゼンド卿は親族から立候補を取りやめるよう説得を受けたが、結局立候補した。選挙結果はロバート・ピール252票、ウィリアム・イェイツ・ピール190票、タウンゼンド156票でタウンゼンドが敗れた。タウンゼンドが1820年イギリス総選挙で再び立候補する意向を示すと、ピールは議席を次男に譲り、タウンゼンドとウィリアム・イェイツ・ピールが無投票で当選することとなった。

### 議会活動
ピールはイギリス庶民院で当選した最初の紡績業の実業家だった。議員としてのピールは「実業界には、政権が大衆の信頼を失うまで、いかなる政権にも支持する義務がある」という考えを持ち、第1次小ピット内閣を支持した。1790年12月21日の初演説で麦芽税について論じたとき、国富が人口の数でも、その分布（国土）の広さでもなく、その産業に依存すると主張した。1794年2月の演説で奴隷貿易の廃止に反対し、奴隷に「理性的な自由を受ける能力がなく」、「狂人の手に剣を持たせるべきか？」と述べた。1799年2月の演説でグレートブリテン王国とアイルランド王国の合同法に賛成し、グレートブリテンが断れないほどの好条件を出したと述べた。1802年4月より工場法案の成立を推進し、紡績工場における見習いの労働環境を改善した。このほか、1791年にスコットランドにおける審査法廃止に反対、1801年4月に紙幣偽造を処罰する法案に賛成した。
アミアンの和約により終結したフランス革命戦争が1803年にナポレオン戦争になって再燃すると、ピールは1803年5月に「実業界の人物として戦争より平和を欲するが、此度の戦争再開は（首相）アディントンのせいではない」と発言した。1804年に第2次小ピット内閣が成立すると、ピールは内閣を支持したが、1805年4月に初代メルヴィル子爵ヘンリー・ダンダスの弾劾に賛成、同年5月に穀物法に「消費者の支出を増やすことで、すでに賃上げの圧力がかかっていた工業家にとって情勢がさらに難しいものになる」として反対した。1806年からの挙国人材内閣では奴隷貿易廃止に反対したが、採決には病気により欠席した。続く第2次ポートランド公爵内閣、パーシヴァル内閣には1度の例外を除き内閣を支持して投票した。
1812年以降のリヴァプール伯爵内閣を支持し、1813年以降は採決で常にカトリック解放に反対した。米英戦争をめぐってアメリカ産綿に対する関税が主張されると、関税より戦争の終結を目指すべきだという意見を表明した。1815年2月に穀物法改正に反対した。1815年6月に1802年工場法の適用範囲を拡大する法案の成立を目指し、10歳未満の雇用を禁じたうえで児童労働の労働時間の上限を1日10時間とすることを定めようとしたが、法案は成立しなかった。1818年2月に再び法案成立を目指し、今度は線引きを9歳未満と1日11時間に変えたが、それでも反対の声が上がった。この2つの法案とも同名の長男ロバートの支持を受け、1818年の法案は最終的には1819年工場法として1819年7月に国王裁可を受けた。

### 死去
1824年に重病に陥り、一旦回復したが1830年に再発した。1830年5月3日にドレイトン・パーク（Drayton Park）で死去、11日にスタッフォード州ドレイトン・バセットで埋葬された。長男ロバートが爵位を継承した。

## 人物
『英国人名事典』で背が高く男らしく、均整のとれた体型であると形容され、イングランド実業界の先駆けと評された。『ジェントルマンズ・マガジン』の死亡記事で「彼の美徳と政治観はどちらも純潔そのものである」と評された。
『オックスフォード英国人名事典』はピールがランカシャーの工場主から反対されたにもかかわらず1802年工場法を成立させたことを取り上げ、改革者としての真摯さと決心を示すと評した。

## 家族
1783年7月8日、エレン・イェイツ（Ellen Yates、1803年12月28日没、ウィリアム・イェイツの娘）と結婚、6男5女をもうけた。
- メアリー（1784年6月17日[10] – 1848年1月） - 1816年1月9日、ジョージ・ロバート・ドーソン（英語版）と結婚、子供あり[11]
- エリザベス（1786年4月13日[10] – 1828年6月16日） - 1805年12月30日、第11代準男爵サー・ウィリアム・コックバーン（英語版）と結婚[11]
- ロバート（1788年2月5日 – 1850年7月2日） - 第2代準男爵、イギリスの首相[11]
- ウィリアム・イェイツ（英語版）（1789年8月3日 – 1858年6月1日） - 政治家。1819年6月17日、ジェーン・エリザベス・ムーア（Jane Elizabeth Moore、1847年9月5日没、第2代マウント・ケッシェル伯爵スティーブン・ムーアと妻マーガレット（英語版）の娘）と結婚、子供あり[11]
- エドマンド（英語版）（1791年8月8日 – 1850年11月1日） - 庶民院議員。1812年1月2日、エミリー・スウィンフェン（Emily Swinfen、ジョン・スウィンフェンの娘）と結婚、子供あり[11]
- エレノーラ（1794年3月25日[10] – ?）
- アン - 早世[10]
- ジョン（英語版）（1798年8月22日 – 1875年2月20日） - ウスター首席司祭（英語版）。1824年5月6日、オーガスタ・スウィンフェン（Augusta Swinfen、1875年2月20日没、ジョン・スウィンフェンの娘）と結婚、子供あり[11]
- ジョナサン（英語版）（1799年10月12日 – 1879年2月13日） - 陸軍大臣。1824年3月19日、アリス・ジェーン・ケネディ（Alice Jane Kennedy、1887年5月11日没、初代エイルザ侯爵アーチボルド・ケネディの娘）と結婚、子供あり[11]
- ローレンス（英語版）（1801年6月28日[12] – 1888年12月10日） - 1822年7月20日、ジェーン・レノックス（Jane Lennox、1861年3月27日没、第4代リッチモンド公爵チャールズ・レノックスの娘）と結婚、子供あり[11]
- ハリエット・エレオノーラ（Harriet Eleonora、1803年ごろ – 1869年5月7日） - 1824年3月11日、第2代ヘンリー男爵ロバート・ヘンリー（英語版）と結婚、子供あり[13]

1805年10月17日、スザンナ・クラーク（Susannah Clerke、1824年9月10日没、フランシス・クラークの娘）と再婚したが、2人の間に子供はいなかった。
長男ロバートには国政の政治家になることを期待し、「いつか首相にならなければ相続廃除するぞ」と述べたという。